# ريكاردو روميرو (مبارز بالسيف)
ريكاردو روميرو (بالإسبانية: Ricardo Romero)‏ هو مبارز بالسيف تشيلي، (و. 1899  م).

## وصلات خارجية
- ريكاردو روميرو على موقع أوليمبيديا (الإنجليزية)